# Jorge Ibargüengoitia
Jorge Ibargüengoitia Antillón (Guanajuato, 22 de janeiro de 1928 – Mejorada del Campo, 27 de novembro de 1983) foi um escritor mexicano.
Estudou em Nova York com uma bolsa da fundação Rockefeller e foi professor na UNAM en na UDLAP.
Ele morreu no acidente do voo Avianca 011.

## Obra

### Teatro
- Susana y los jóvenes (1954)
- La lucha con el ángel (1955)
- Clotilde en su casa, como Un adulterio exquisito (1955)
- Ante varias esfinges (1959)
- El viaje superficial (1960)
- El atentado – Premio Casa de las Américas, 1963
- La conspiración vendida (1975)
- Los buenos manejos (1980)

### Romance
- Los relámpagos de agosto (1965)
- Maten al león (1969)
- Estas ruinas que ves (1975)
- Las muertas (1977)
- Dos crímenes (1979)
- Los conspiradores (1981)